# Ascenso (aeronáutica)
En aviación, el ascenso es la maniobra que se realiza con el avión para ganar altitud. Los ascensos pueden producirse en cualquier fase del vuelo, aunque generalmente el más pronunciado y de más duración tiene lugar durante la fase de despegue. Estos también pueden producirse cuando el avión ya está en el aire; por ejemplo, si el avión es requerido a hacer un cambio de altitud o nivel de vuelo por parte de los controladores aéreos. Así mismo pueden darse también si el piloto ha de salvar algún obstáculo (por ejemplo una montaña).

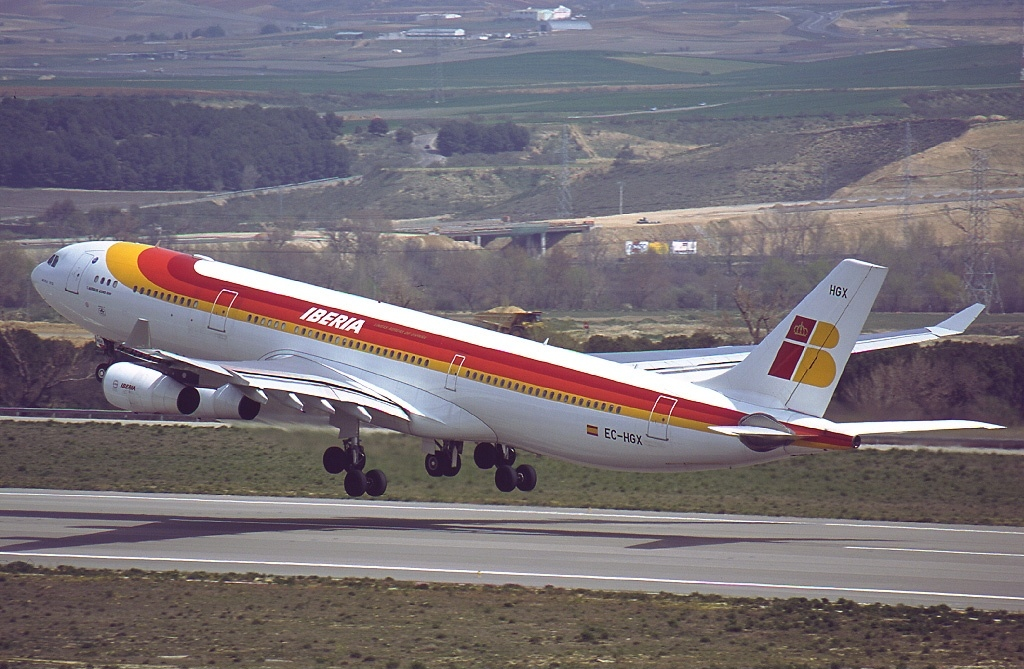
Airbus A343 de Iberia en su despegue y ascenso inicial desde Madrid-Barajas

Pueden originarse ascensos (y descensos) momentáneos si el avión atraviesa alguna zona de turbulencia.

## Tipos de ascenso
Durante el vuelo de un avión se pueden producir múltiples cambios de altitud, pero existen dos tipos específicos de ascensos. 

### Ascenso inicial
Tras el despegue de un avión, se produce el primer ascenso llamado ascenso inicial, que generalmente es el que presenta más diferencia de altitud ganada y que llevará al avión a su fase de crucero.
Este ascenso suele ser el más largo de duración, y se efectúa a una velocidad determinada proporcionada por el fabricante de la aeronave, y que varía en función de su peso y empuje así como de las condiciones meteorológicas desde donde opera (por ejemplo, de la presión atmosférica o la temperatura en el momento del despegue).

### Ascenso normal
El llamado ascenso normal depende de la regulación local o estatal de cada país, ya que son especialmente diseñados para seguir procedimientos dentro de determinados espacios aéreos, aerovías o procedimientos de vuelo instrumental.
Para este tipo de procedimientos, el valor de régimen de ascenso requerido suele ser muy conservador y debe ser asequible para cualquier aeronave que vaya a realizar ese procedimiento de vuelo que lo requiera.
Por ejemplo, durante salida instrumental normalizada se puede asumir que un avión debe subir con un régimen determinado.

## Velocidades de ascenso

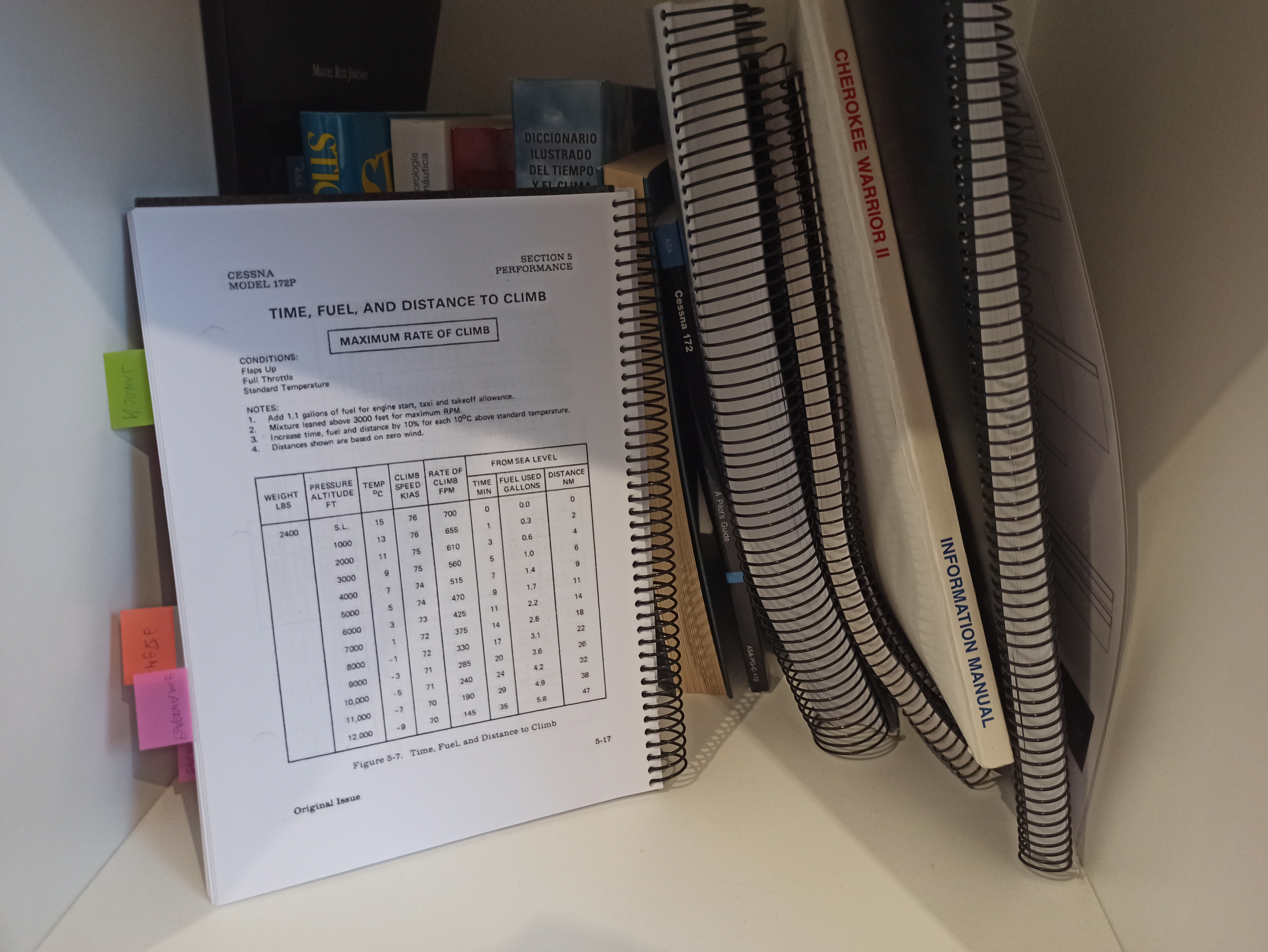
Tabla valores, velocidades y tiempos de ascenso de una C172 en su manual

Cada fabricante, proporciona las velocidades a las que el avión debe operar, entre ellas proporciona aquellas que permiten ascender en el menor tiempo posible o a un mejor ángulo, dependiendo del tipo de operación requerida en cada momento y de acuerdo a unas variables como puede ser el peso del avión en ese momento, la temperatura ambiente, presión atmosférica, densidad del aire etc.
Estas variables son especialmente importantes durante la fase de despegue, ya que determinarán si el avión tiene o no suficiente pista disponible para ejecutar el despegue con seguridad.
Este ascenso se realizará con una velocidad determinada, dependiendo de la zona desde donde se despegue, y si es necesario salvar obstáculos (por ejemplo edificios o montañas) de  forma inmediata tras el despegue, o si por el contrario se necesita ganar altitud en el menor tiempo posible. 
Cada fabricante de aviones, en su Pilot's Operating Handbook (POH) proporciona unas estimaciones de tiempo y pista necesaria para levantar las ruedas del suelo (lift-off) y para librar un obstáculo que de 50 pies sobre el suelo.

### Velocidad de mejor ángulo de ascenso
Conocida como Vx, o velocidad de mejor ángulo de ascenso, es aquella velocidad proporcionada por el fabricante en la que el avión ganará mayor altitud recorriendo la menor distancia horizontal posible.
Durante la operación normal de despegue suele ser la velocidad elegida para librar obstáculos o para estar lo más alto posible habiendo recorrido la menor distancia desde la pista de aterrizaje, para en caso de algún tipo de emergencia, poder volver con seguridad al aeropuerto.

### Velocidad de mejor régimen de ascenso
Conocida como Vy o como la velocidad de mejor régimen de ascenso, es aquella dada por el fabricante en su Pilot's Operating Handbook (POH), y que proporciona la ganancia más rápida en altitud en el menor tiempo posible.
Usualmente esta velocidad es usada durante la fase de vuelo de crucero para hacer pequeños cambios de altitud cuando sean necesarios.

## Ascensos en el vuelo sin motor

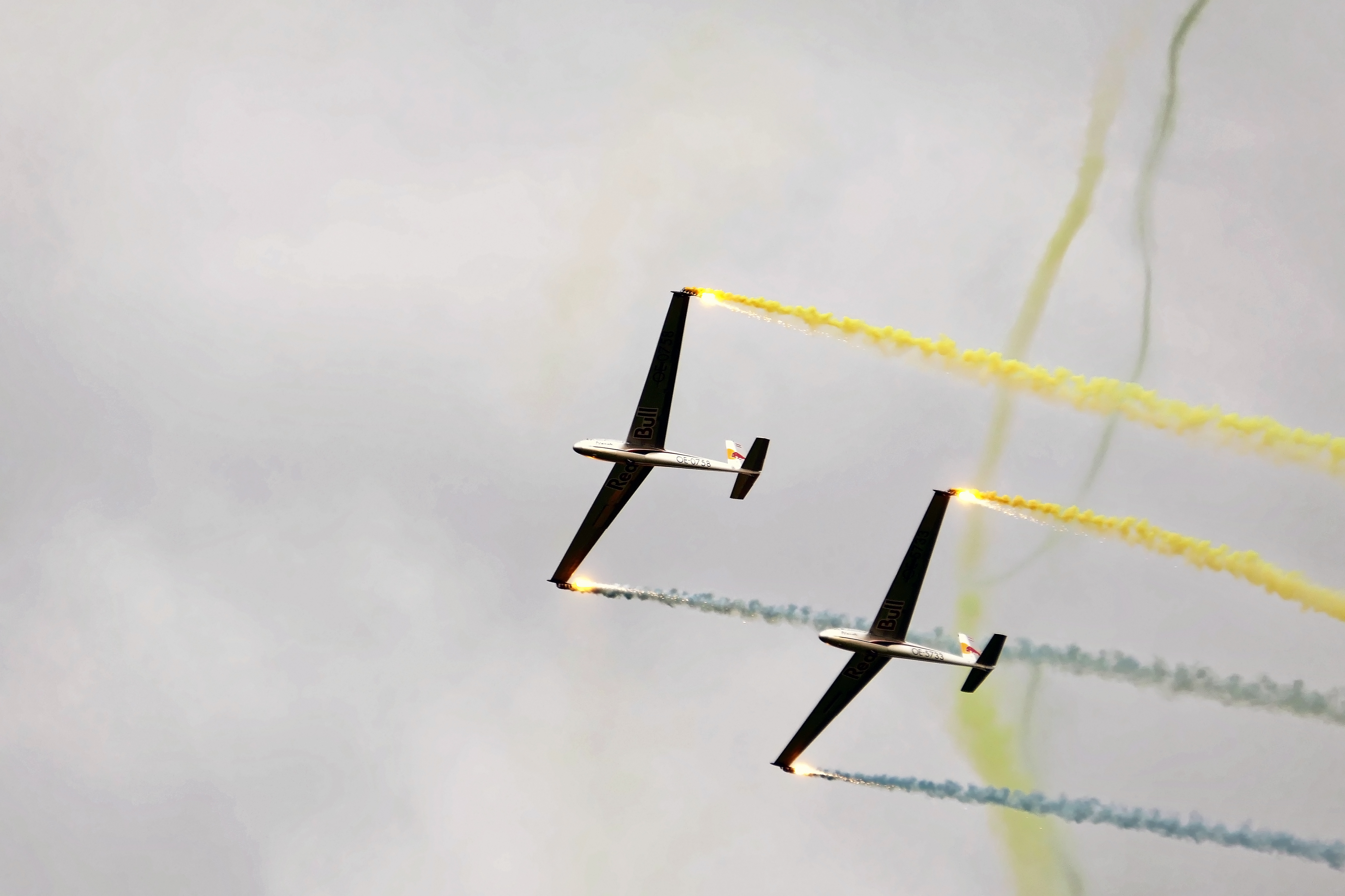
Dos planeadores en vuelo durante una exhibición

En la práctica del vuelo sin motor, los ascensos se realizan usando las distintas corrientes de aire que predominen en la zona de vuelo, dependiendo de la temperatura y la orografía del terreno, que determinará los flujos de vientos y variables más significativas para la práctica de esta modalidad deportiva.
Los planeadores, para su despegue inicial, si no cuentan con un motor propio, han de ser remolcados por otro avión o bien por un sistema de cables llamado torno.
Una vez en el aire, los planeadores usados para el vuelo sin motor buscan corrientes del tipo onda de montaña para mantenerse en vuelo o para ascender.
En las épocas de más calor, cuando el suelo es irradiado por el sol y se calienta, se generan ascendencias de aire caliente, llamadas corrientes térmicas, que permiten que el planeador, una vez dentro de estas corrientes, pueda subir hasta grandes altitudes si es capaz de conseguir volar en la térmica hasta llegar a su cima.